# Vitkantat sprötfly
Vitkantat sprötfly (Pechipogo strigilata) är en fjärilsart som beskrevs av Carl von Linné 1758. Vitkantat sprötfly ingår i släktet Pechipogo och underfamiljen sprötflyn till familjen näbbflyn. Arten är reproducerande i Sverige. Inga underarter finns listade i Catalogue of Life.

## Bildgalleri

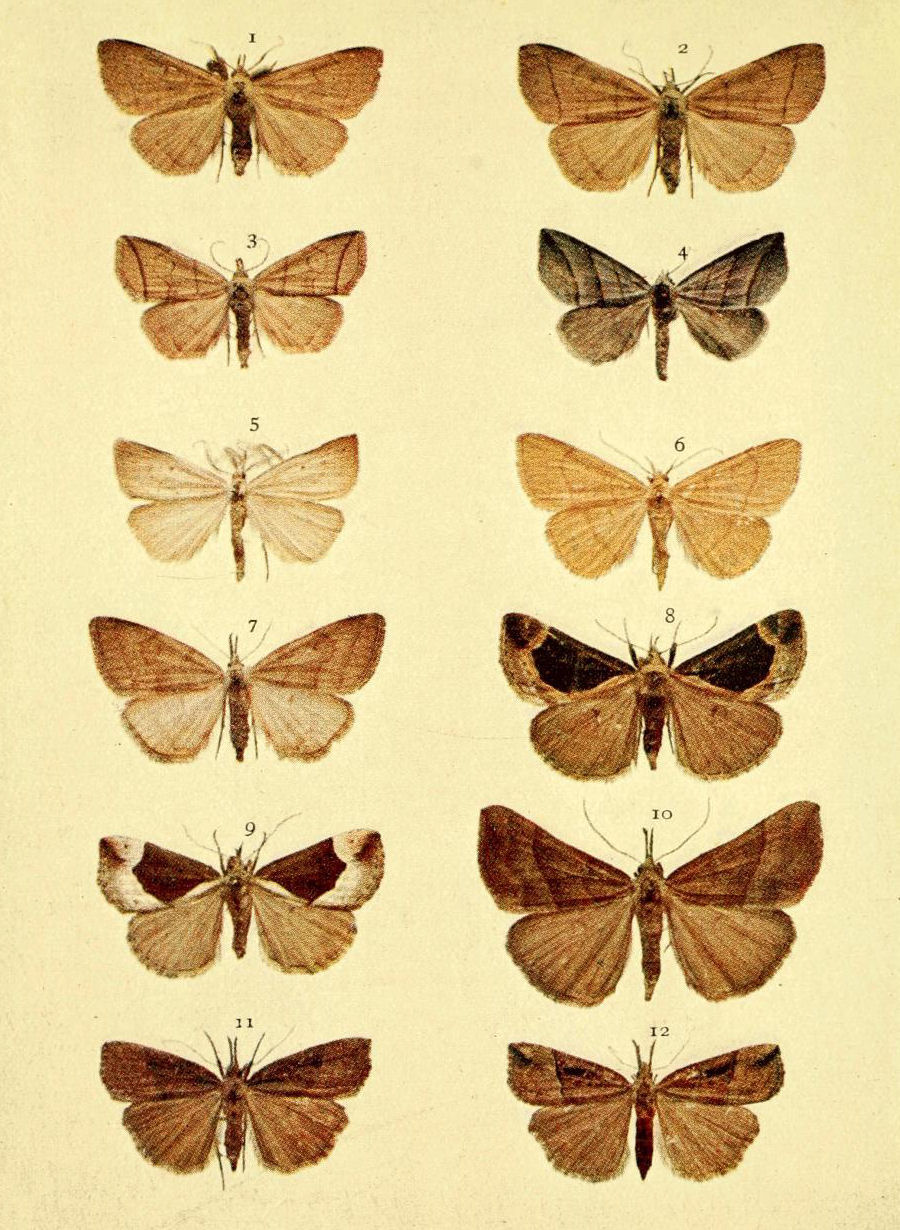